# DABCO
1,4-ジアザビシクロ[2.2.2]オクタン（1,4-diazabicyclo[2.2.2]octane、DABCO）は複素環式アミンの一種である。分子式  C6H12N2、分子量 112.17、CAS登録番号は [280-57-9]。ピペラジンの窒素の間にもう1本架橋を渡した構造を持つ。1,4-エチレンピペラジン、トリエチレンジアミン と呼ばれることもある。「DABCO」という名称は、エボニック社 の登録商標（第551479号）である。
第一 pKaH は8.8と、鎖状アミンと同程度の塩基性であるが、アルキル基が後ろ手に縛られた構造をとっているために窒素原子上の非共有電子対まわりの立体障害が小さく、求核性が著しく高いことが特徴である。
主にポリウレタンフォームの発泡触媒として使用されている。イソシアネート基 (–NCO) と水酸基 (–OH) の反応において活性が大きく、重付加反応と泡化反応の両方のバランスを保つ効果がある。
また、近年では求核性の高さと塩基性の低さから、森田・ベイリス・ヒルマン反応の触媒にも用いられている。